# Радянський Лімерик
Рада Лімерика (ірл. Sóibhéid Luimnigh) — одна з низки самопроголошених ірландських рад, утворених навколо Ірландії приблизно в 1919 році. Лімерикська Рада існувала два тижні з 15 по 27 квітня 1919 року. На початку війни за незалежність Ірландії Рада торгівлі та праці Лімерика організувала загальний страйк на знак протесту проти проголошення британською армією «Особливого військового району» в рамках Закону про захист Королівства, який охоплював більшу частину міста Лімерик та частину графства. Рада керувала містом протягом цього періоду, друкувала власні гроші та організовувала постачання продуктів харчування. Рада Лімериків була однією з низки ірландських рад, оголошених між 1919 і 1923 роками.

## Створення

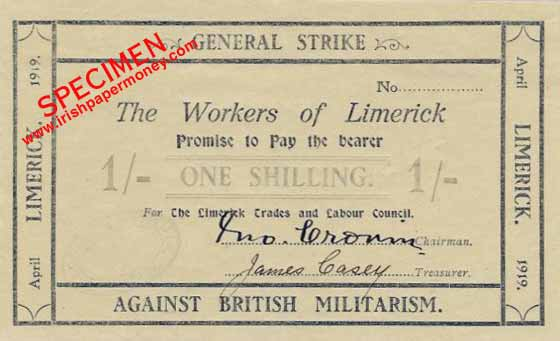
Гроші, надруковані Лімерицькою радою

З січня 1919 року ірландської війни за незалежність розвивалася як партизанський конфлікт між Ірландською республіканською армією (ІРА) ( при підтримці Шинна Фейна Dáil Éireann), і британського уряду. 6 квітня 1919 р. ІРА намагалася звільнити Роберта Бірна, який був заарештований поліцією Королівського ірландського поліцейського (РІК) у лікарні, лікуючи його від наслідків голодування. Під час спроби порятунку констебль Мартін О'Брайен був смертельно поранений, а інший поліцейський отримав серйозні поранення. Бірн також був поранений і пізніше того ж дня помер.
У відповідь на це 9 квітня бригадний британський військовий Гріффін оголосив місто Спеціальним військовим районом, з дозволами RIC, необхідними для всіх, хто бажає в'їхати та виїхати з міста станом на 14 квітня. У місті розмістили війська британської армії та бронетехніку. 
У п’ятницю, 11 квітня, відбулось засідання Ради об’єднаних торгів і праці, делегатом якого був Бірн. На цьому засіданні представник Ірландського союзу транспорту та загальних робітників (ITGWU) Шон Даулінг запропонував профспілкам взяти на себе Ратушу і проводити там засідання, але за цю пропозицію голосування не проводилось.  У суботу, 12 квітня, працівники ITGWU на фабриці Клів у Ленсдауні проголосували за страйк. У неділю, 13 квітня, після дванадцятигодинних обговорень та лобіювання робочих делегатів делегатів міська Рада з питань торгівлі та праці оголосила загальний страйк. Відповідальність за керівництво страйком було покладено на комітет, який назвав себе радянським станом на 14 квітня.  Комітет мав приклад дублінського загального страйку 1913 року, і «радянський» (мається на увазі самоврядний комітет) став популярним терміном після 1917 року від рад, що призвели до Російської Радянської Федеративної Соціалістичної Республіки. [джерело?]

## Увага ЗМІ

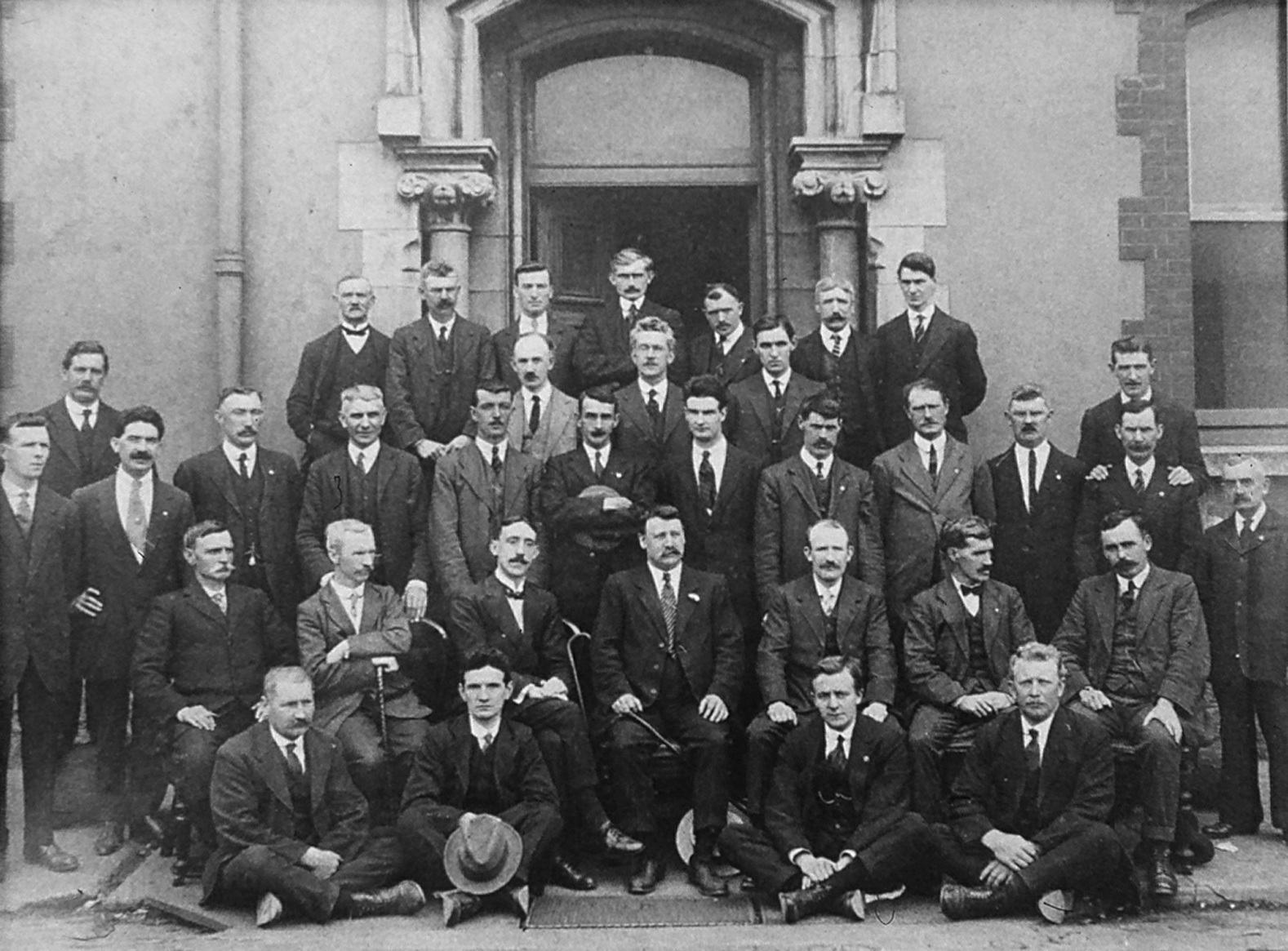
Члени Лімерицької ради

Одночасно з Баунмора в графстві Лімерік була організована трансатлантична повітряна гонка, але її було скасовано. Зібрані журналісти з Англії та Америки взяли участь в історії ірландського радника та взяли інтерв'ю у організаторів. Голова Торгової ради Джон Кронін був описаний як «батько немовляти Радянського Союзу». Рут Рассел з Чикаго Триб'юн зазначено релігійність страйкового комітету, спостерігаючи, що «дзвони сусідньої церкви св. Мунчіна пролунали над Ангелом, і всі охоронці з червоними значками піднялись і благословили себе ». Мер Шинн Фейна в Лімеріку Фонс О'Мара сказав Расселу, що немає перспективи соціалізму, оскільки «Не може бути, люди тут католики».  

## Операції
Загальний страйк поширився на бойкот військ. Був створений спеціальний страйковий комітет, який друкував власні гроші, контролював ціни на продукти харчування та видавав газети. Бізнес міста прийняв страйкову валюту. За межами Лімеріка було деяке співчуття в Дубліні, але не в головному ірландському промисловому районі навколо Белфаста. Національна спілка залізничників не допомогла.
Страйковий комітет організував поставки їжі та палива, надрукував власні гроші на основі британського шилінгу та видав власну газету «The Worker's Bulletin».  Кінотеатри, відкриті зі знаком «Працюємо під керівництвом страйкового комітету».  Місцевим газетам дозволялося виходити раз на тиждень, якщо у них був підпис «Видано дозволом страйкового комітету». 
21 квітня «Робочий бюлетень» зауважив, що «Розумний і обдарований розум розробив нову і досконалу систему організації, і до того часу ми покажемо світові, на що здатні ірландські робітники, якщо залишати їх за власними ресурсами». У Великодній понеділок 1919 р. Газета заявила, що «страйк - це страйк робітників, і це не більше, ніж будь-який інший страйк». 
Ліам Кейхілл стверджує, що «радянське ставлення до приватної власності було по суті прагматичним. Поки продавці були готові діяти згідно з радянським диктатом, не було жодної практичної причини керувати їх приміщеннями»  Хоча страйк деякі кваліфікували як революцію, Кейхілл додає, що: «Врешті-решт Рада була в основному емоційним і спонтанним протестом з по суті націоналістичних та гуманітарних мотивів, а не чим-небудь, заснованим на соціалістичних або навіть профспілкових цілях». 
Через два тижні Шинн Фейн Лорд - мер Лімерика, фони О'Мара і католицький єпископ Денис Hallinan закликав до страйку до кінця, і Комітет Страйку видали указ 27 квітня 1919 р. про те, що страйк була закінчена.